# ベネラ-D
ベネラ-D（ロシア語: Венера-Д）はロシア連邦で計画されている、2031年に打ち上げ予定の金星探査機。
最初の計画は1980年代のベネラ15号や16号、あるいはアメリカのマゼランと同じく、金星周囲からのレーダーリモートセンシング観測機として考えられ、より強いレーダーを使うことでより良い探査を行う計画であった。また、金星地表の地図情報化による未来の着陸地点の特定を意図している。着陸機はベネラ時の設計に基づいており、灼熱の金星表面にあっても長期間存在できるように設計されている。
ベネラ-Dはソビエト連邦の崩壊後のロシアでは最初の金星探査機の打ち上げとなる。また、ロシアの次世代金星探査機のフラグシップ機であり、着陸機は過酷な金星表面でソ連時代に達成した1時間半以上の滞在に耐える事が可能である。研究開発のコストを低めるために、ソ連時代の探査機と類似した機体になっているが、当時最後の金星探査機（ベガ1号・ベガ2号）以降に開発された新技術も利用している。打ち上げはおおむねプロトンで行われる予定であるが、より強力なアンガラ・ロケットによって打ち上げ可能なスペックに設計することも考えられる。